# Raymundo Damasceno Assis

Raymundo kardinál Damasceno Assis (* 15. února 1937 Capela Nova) je brazilský římskokatolický kněz, emeritní arcibiskup Aparecidy, kardinál.

## Život
Kněžské svěcení přijal 19. března 1968. Papež Jan Pavel II. ho jmenoval pomocným biskupem arcidiecéze Brasilia 18. června 1986, biskupské svěcení přijal 15. srpna téhož roku.
V letech 1995 až 2003 byl generálním sekretářem Brazilské biskupské konference. Dne 28. ledna 2004 byl jmenován arcibiskupem Aparecidy. V roce 2007 byl zvolen předsedou Rady latinskoamerických biskupských konferencí. Dne 20. října 2010 oznámil papež Benedikt XVI., jeho jmenování kardinálem, které bylo oficiálně završeno na konzistoři 20. listopadu téhož roku. Dne 13. května 2011 byl zvolen předsedou Brazilské biskupské konference na následující čtyři roky.